# کوادریکس
کوادریکس (انگلیسی: Quadrics) شرکت فناوری اطلاعات بریتانیایی است، که در سال ۱۹۹۶ تأسیس شد.